# Liste des ministres italiens de la Santé
Cet article dresse la liste des ministres italiens de la Santé depuis la création du ministère, en 1958. 
Le ministre actuel est Orazio Schillaci, nommé le 22 octobre 2022 par le président de la République, Sergio Mattarella, sur proposition de la présidente du Conseil des ministres, Giorgia Meloni.

## Liste des ministres
| Ministre (Naissance–Décès)            | Ministre (Naissance–Décès)            | Mandat                              | Parti | Parti          | Gouvernement     |
| ------------------------------------- | ------------------------------------- | ----------------------------------- | ----- | -------------- | ---------------- |
|                                       | Vincenzo Monaldi (1899-1969)          | 14 août 1958 - 16 février 1959      |       | DC             | Fanfani II       |
|                                       | Camillo Giardina (1907-1985)          | 16 février 1959 - 22 février 1962   |       | DC             | Segni II         |
| Tambroni                              | Camillo Giardina (1907-1985)          | 16 février 1959 - 22 février 1962   |       | DC             |                  |
| Fanfani III                           | Camillo Giardina (1907-1985)          | 16 février 1959 - 22 février 1962   |       | DC             |                  |
|                                       | Angelo Raffaele Jervolino (1890-1985) | 22 février 1962 - 5 décembre 1963   |       | DC             | Fanfani IV       |
| Leone I                               | Angelo Raffaele Jervolino (1890-1985) | 22 février 1962 - 5 décembre 1963   |       | DC             |                  |
|                                       | Giacomo Mancini (1916-2002)           | 5 décembre 1963 - 23 juillet 1964   |       | PSI            | Moro I           |
|                                       | Luigi Mariotti (1912-2004)            | 23 juillet 1964 - 25 juin 1968      |       | PSI            | Moro II          |
| III                                   | Luigi Mariotti (1912-2004)            | 23 juillet 1964 - 25 juin 1968      |       | PSI            |                  |
|                                       | Ennio Zelioli-Lanzini (1899-1976)     | 25 juin 1968 - 13 décembre 1968     |       | DC             | Leone II         |
|                                       | Camillo Ripamonti (1919-1997)         | 13 décembre 1968 - 28 mars 1970     |       | DC             | Rumor I          |
| II                                    | Camillo Ripamonti (1919-1997)         | 13 décembre 1968 - 28 mars 1970     |       | DC             |                  |
|                                       | Luigi Mariotti (1912-2004)            | 28 mars 1970 - 18 février 1972      |       | PSI            | Rumor III        |
| Colombo                               | Luigi Mariotti (1912-2004)            | 28 mars 1970 - 18 février 1972      |       | PSI            |                  |
|                                       | Athos Valsecchi (1919-1985)           | 18 février 1972 - 26 juin 1972      |       | DC             | Andreotti I      |
|                                       | Remo Gaspari (1921-2011)              | 26 juin 1972 - 8 juillet 1973       |       | DC             | Andreotti II     |
|                                       | Luigi Gui (1914-2010)                 | 8 juillet 1973 - 15 mars 1974       |       | DC             | Rumor IV         |
|                                       | Vittorino Colombo (1925-1996)         | 15 mars 1974 - 23 novembre 1974     |       | DC             | Rumor V          |
|                                       | Antonino Pietro Gullotti (1922-1989)  | 23 novembre 1974 - 12 février 1976  |       | DC             | Moro IV          |
|                                       | Luciano Dal Falco (1925-1992)         | 12 février 1976 - 13 mars 1978      |       | DC             | Moro V           |
| Andreotti III                         | Luciano Dal Falco (1925-1992)         | 12 février 1976 - 13 mars 1978      |       | DC             |                  |
|                                       | Tina Anselmi (1927-2016)              | 13 mars 1978 - 5 août 1979          |       | DC             | Andreotti IV     |
| V                                     | Tina Anselmi (1927-2016)              | 13 mars 1978 - 5 août 1979          |       | DC             |                  |
|                                       | Renato Altissimo (1940-2015)          | 5 août 1979 - 4 avril 1980          |       | PLI            | Cossiga I        |
|                                       | Aldo Aniasi (1921-2005)               | 4 avril 1980 - 28 juin 1981         |       | PSI            | Cossiga II       |
| Forlani                               | Aldo Aniasi (1921-2005)               | 4 avril 1980 - 28 juin 1981         |       | PSI            |                  |
|                                       | Renato Altissimo (1940-2015)          | 28 juin 1981 - 4 août 1983          |       | PLI            | Spadolini I·II   |
| Fanfani V                             | Renato Altissimo (1940-2015)          | 28 juin 1981 - 4 août 1983          |       | PLI            |                  |
|                                       | Costante Degan (1930-1988)            | 4 août 1983 - 1er août 1986         |       | DC             | Craxi I          |
|                                       | Carlo Donat-Cattin (1919-1991)        | 1er août 1986 - 23 juillet 1989     |       | DC             | Craxi II         |
| Fanfani VI                            | Carlo Donat-Cattin (1919-1991)        | 1er août 1986 - 23 juillet 1989     |       | DC             |                  |
| Goria                                 | Carlo Donat-Cattin (1919-1991)        | 1er août 1986 - 23 juillet 1989     |       | DC             |                  |
| De Mita                               | Carlo Donat-Cattin (1919-1991)        | 1er août 1986 - 23 juillet 1989     |       | DC             |                  |
|                                       | Francesco De Lorenzo (né en 1938)     | 23 juillet 1989 - 21 février 1993   |       | PLI            | Andreotti VI·VII |
| Amato I                               | Francesco De Lorenzo (né en 1938)     | 23 juillet 1989 - 21 février 1993   |       | PLI            |                  |
|                                       | Raffaele Costa (né en 1936)           | 21 février 1993 - 29 avril 1993     |       | PLI            | Amato I          |
|                                       | Mariapia Garavaglia (née en 1947)     | 29 avril 1993 - 11 mai 1994         |       | DC             | Ciampi           |
|                                       | Raffaele Costa (né en 1936)           | 11 mai 1994 - 17 janvier 1995       |       | UdC            | Berlusconi I     |
|                                       | Elio Guzzanti (1920-2014)             | 17 janvier 1995 - 18 mai 1996       |       | Ind.           | Dini             |
|                                       | Rosy Bindi (née en 1951)              | 18 mai 1996 - 26 avril 2000         |       | PPI            | Prodi I          |
| D'Alema I·II                          | Rosy Bindi (née en 1951)              | 18 mai 1996 - 26 avril 2000         |       | PPI            |                  |
|                                       | Umberto Veronesi (1925-2016)          | 26 avril 2000 - 11 juin 2001        |       | Ind.           | Amato II         |
|                                       | Girolamo Sirchia (né en 1933)         | 11 juin 2001 - 23 avril 2005        |       | Ind.           | Berlusconi II    |
|                                       | Francesco Storace (né en 1959)        | 23 avril 2005 - 10 mars 2006        |       | AN             | Berlusconi III   |
|                                       | Livia Turco (née en 1955)             | 17 mai 2006 - 8 mai 2008            |       | DS / PD        | Prodi II         |
| Fusionné avec le ministère du Travail |                                       |                                     |       |                |                  |
|                                       | Ferruccio Fazio (née en 1944)         | 15 décembre 2009 - 16 novembre 2011 |       | Ind.           | Berlusconi IV    |
|                                       | Renato Balduzzi (né en 1955)          | 16 novembre 2011 - 28 avril 2013    |       | Ind.           | Monti            |
|                                       | Beatrice Lorenzin (née en 1971)       | 28 avril 2013 - 1er juin 2018       |       | PDL / NCD / AP | Letta            |
| Renzi                                 | Beatrice Lorenzin (née en 1971)       | 28 avril 2013 - 1er juin 2018       |       | PDL / NCD / AP |                  |
| Gentiloni                             | Beatrice Lorenzin (née en 1971)       | 28 avril 2013 - 1er juin 2018       |       | PDL / NCD / AP |                  |
|                                       | Giulia Grillo (née en 1975)           | 1er juin 2018 - 5 septembre 2019    |       | M5S            | Conte I          |
|                                       | Roberto Speranza (né en 1979)         | 5 septembre 2019 - 22 octobre 2022  |       | Art. 1         | Conte II         |
| Draghi                                | Roberto Speranza (né en 1979)         | 5 septembre 2019 - 22 octobre 2022  |       | Art. 1         |                  |
|                                       | Orazio Schillaci (né en 1966)         | depuis le 22 octobre 2022           |       | Sans           | Meloni           |